# باتودي
باتودي هي مدينة ووحدة محلية وواحدة من الأقسام الفرعية الأربعة لمنطقة غوروجرام التابعة لـولاية هاريانا الهندية، داخل حدود منطقة العاصمة الوطنية بالهند. تقع مدينة باتودي على بعد 28 كـم (17.4 ميل) جنوب غرب مدينة جورجاون.

## تاريخ المدينة
أُسست ولاية باتودي الأميرية الصغيرة عام 1804 على يد شركة الهند الشرقية بجانب 40 قرية منها قرية باتودي كمكافأة لفايز طلب خان، أحد البشتون من قبيلة باريش لمساعدة الشركة ضد إمبراطورية مراثا خلال الحرب الإنجليزية الماراثية الثانية. وعين الإنجليز فايز طلب خان حاكمًا لولاية باتودي، قبل أن تنضم إلى اتحاد الهند في عام 1947.

## الموقع الجغرافيّ
تقع بلدة بتاودي عند إحداثيات (). بارتفاع يبلغ 240 مترًا (787 قدمًا) عن مستوى سطح البحر. تُعتبر باتودي منطقة نصف صحراوية وتتميز بمعدل تساقط أمطار خفيف.

## التركيبة السكانيّة
وفقًا لـتعداد سكان الهند الصادر عام 2001، بلغ عدد سكان باتودي 16,064 نسمة. يشكل الذكور 53% من السكان، بينما يشكل الإناث 47%. تتمتع باتودي بمعدل محو الأمية متوسط يبلغ 57%، وهو أقل من المتوسط الوطني البالغ 59.5%. معدل الأمية بين الذكور هو 65%، ومعدل الأمية بين الإناث هو 48%. في باتودي، يشكل الأطفال دون سن 6 سنوات نسبة 17% من السكان. تعد الزراعة هي المهنة الرئيسيّة لسكان قرية باتودي.

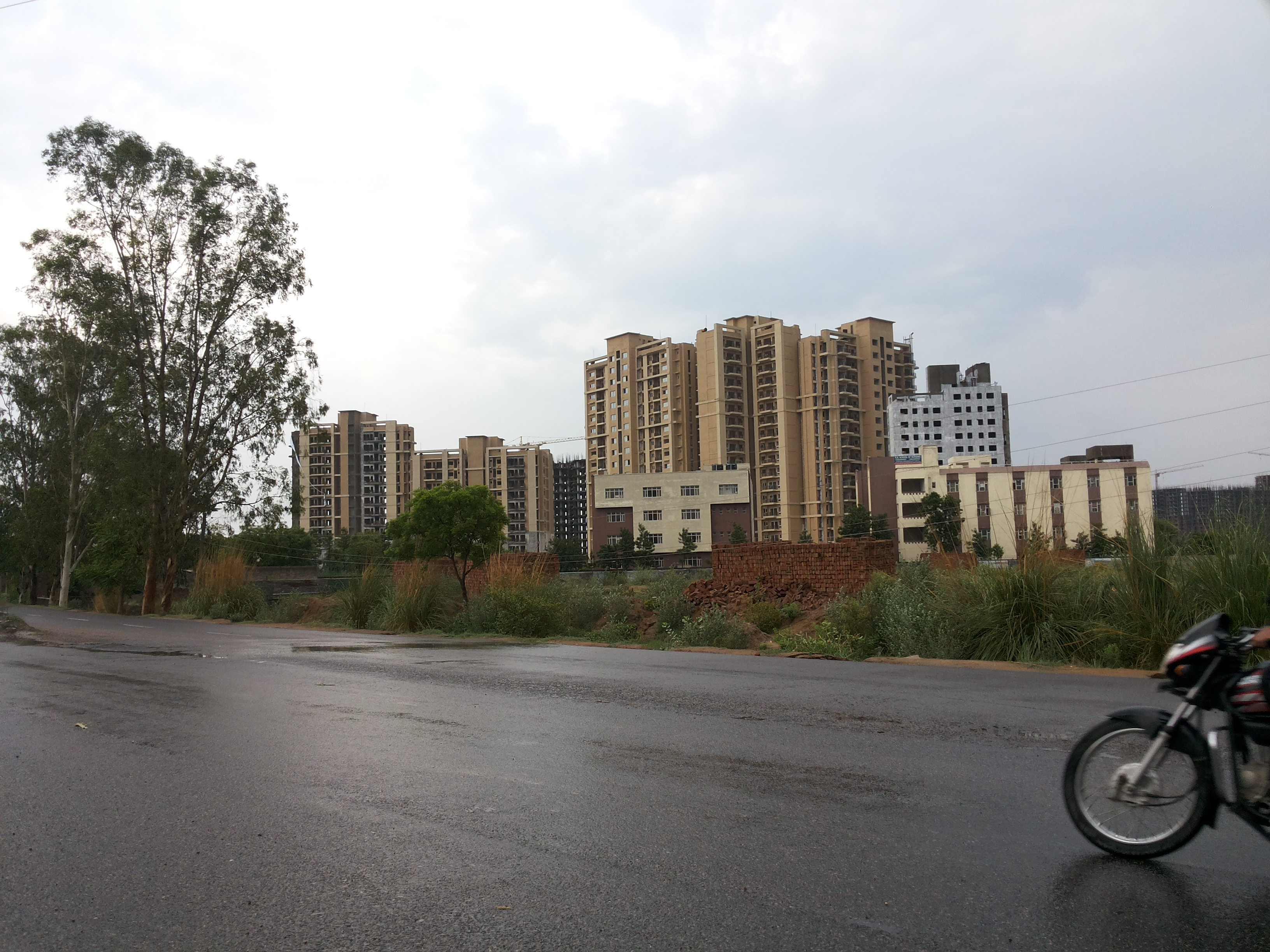
أنشطة البناء على طريق باتودي المشيد حديثًا